# Gōyō Hirata
Pour les articles homonymes, voir Hirata.
Gōyō Hirata (平田 郷陽, Hirata Gōyō), de son vrai nom Tsuneo Hirata (平田 恒雄, Hirata Tsuneo), né le 25 novembre 1903 dans la préfecture de Tokyo - mort le 23 mars 1981, est un fabricant de poupées traditionnelles japonaises, nommé Trésor national vivant du Japon dans la catégorie « fabricant de poupées » en 1955.

## Biographie
Hirata commence à produire des poupées (活人形) à l'âge de douze ans, d'abord auprès de son père, puis poursuit son apprentissage auprès de Yasumoto Kamehara (1826–1900). Lorsque son père Hirata Goyō I meurt en 1924, Hirata reprend son commerce de fabrication de poupées et se spécialise dans la fabrication de poupées Ishō (衣裳人形), ningyō, littéralement « Poupées en magnifique garde-robe ». Outre les poupées ishō qui sont réalisées en bois massif, il fabrique également dans le cadre du programme poupées japonaises de l'amitié (en) Aoi me no ningyō (青い目の人形) entre l’Amérique et le Japon dans les années 1920 des poupées remplies de sciure. Hirata Gōyō fabrique des poupées pour l'Exposition universelle de 1937 à Paris.